# Giustizia globale
Giustizia globale è un concetto della filosofia politica nato dalle esigenze di garantire giustizia sociale nel mondo a fronte della globalizzazione, nella gestione dell'economia di mercato e delle istituzioni nazionali ed internazionali.
Stante le disparità e le differenze che si riscontrano a livello mondiale, le principali posizioni in tale dibattito – come realismo, particolarismo, nazionalismo, tradizione statalista e cosmopolitismo – possono essere distinte per i loro diversi approcci ai problemi e su come questi possano essere compresi e risolti, cosa gli abitanti del mondo devono gli uni agli altri, quali istituzioni e quali standard etici dovrebbero essere riconosciuti e applicati in tutti gli Stati del mondo.